# 十月革命20周年記念のためのカンタータ
『十月革命20周年記念のためのカンタータ』 作品74 は、セルゲイ・プロコフィエフが作曲したカンタータ。

## 概要
1917年の十月革命以降、愛国的カンタータという音楽ジャンルがソビエト国内で興る。アレクサンドル・カスタルスキーに始まり、アレクサンドル・ダヴィデンコ、アレクサンドル・クレインらの作品がこの系譜に並び、プロコフィエフも自らの作品への創意を刺激されていく。
プロコフィエフは1930年代の初期から本作の構想を温めており、ラジオ局からの委嘱が契機となって1936年に作曲に着手、翌年の夏に完成させた。マルクスやレーニンの言葉を詞として用いてボリシェヴィキによる革命を賛美する内容である本作は巨大な管弦楽を要求しており、ただでさえ大きなオーケストラに追加する形でバヤン、特別編成の金管群、サイレンや大砲を含む打楽器群が入り、さらにメガホンを手にした語り手を加えた結果、演奏者は総勢500名近くに上る。
こうした壮大な構想を実現した本作であったが、ショスタコーヴィチの『ムツェンスク郡のマクベス夫人』に対するプラウダ批判が1936年であったことに代表されるように、芸術家に対する当局の監視の目は厳しさを増していた。プロコフィエフも本作の演奏を見送らざるを得なくなり、ついに作曲者の生前には出版も演奏もされないままとなってしまった。初演が実現したのは作曲から30年が経過した1966年5月のことで、プロコフィエフがこの世を去って既に13年が経過していた。この頃には他界していたスターリンへの評価は批判的なものへと風向きを変えており、今度はスターリンの演説を用いた楽章を使用することが出来ず、初演を任されたキリル・コンドラシンは第2曲を繰り返すことでどうにか演奏の体裁を整えることになった。
音楽学者のリチャード・タラスキンは、曲が抱える思想の危険性故に本作を西側諸国では演奏禁止にすべきと考えている。一方、音楽評論家のエドワード・グリーンフィールドは「次第に興奮の度を高めながら[この作品を]6回聞いた私は、この作品がソビエトロシアでかつて生まれた最も活気ある合唱作品であると考えられるようになった」と述べており、作曲家のクリストファー・パーマーもテクストや作品が生まれた背景ではなく楽曲自身に注目して鑑賞すべきであると説いている。

## 演奏時間
約40分。

## 楽器編成
フルート4、オーボエ4、クラリネット4、ファゴット4、ホルン8、トランペット4、トロンボーン4、テューバ2、ティンパニ、打楽器、バヤン、軍楽バンド（サクソルン、追加のトランペットとホルン、テナーホルン、ユーフォニウム、チューバ、小太鼓）、警報ベル、大砲、サイレン、8部合唱、メガホンを持った語り手（レーニンの声）、マキシム機関銃、ハープ、鍵盤楽器、弦五部。

## 楽曲構成
以下の全10曲から構成される。
1. 前奏曲
2. 哲学者たち
3. 間奏曲
4. 団結した行進
5. 間奏曲
6. 革命
7. 勝利
8. 誓約
9. 交響曲
10. 憲法

器楽による不協和な響きの前奏曲で開始する。「哲学者たち」は合唱曲である。第6曲が全体の中心であり、『アレクサンドル・ネフスキー』の「氷上の戦い」にも通じるこの曲では、管弦楽と合唱が一体となって演じる無秩序は英雄的な革命の描写からは遠く、サイレンの響きによって収束へ向かう。「勝利」では合唱によりレーニンが熱っぽく語りかけ、「誓約」ではレーニン廟に立つスターリンが党の理想への忠誠を約束して皆が指導に従うことを誓う。「交響曲」はスケルツォのような活気ある管弦楽曲であり、終曲の「憲法」は「革命」で見せたような不協和音と大仰さを再び露わにする。